# Amelie Rosseneu
Amelie Rosseneu (18 januari 1988) is een judoka met Belgische roots in de categorie tot 48kg. Sinds 1 januari 2014 kampte Rosseneu onder de vlag van Israël. In 2016 zette ze een punt achter haar internationale carrière. Een jaar later bracht ze als ervaringsdeskundige en diëtiste het boek Making Weight & Everything Else uit.

## Palmares[3][4][5]
2015
- Israëlisch kampioenschap

2014
- 7e Grand Prix Tashkent
- 7e Grand Prix Astana
- 7e Grand Prix Budapest
- 5e Grand Prix Havana
- Grand Slam Baku
- 5e Europees Kampioenschap
- 5e Grand Prix Samsun
- Grand Prix Tbilisi

2013
- Belgisch kampioenschap
- European Open Rome
- 7e Grand Slam Moskou
- Pan American Open San Salvador
- 5e Grand Prix Miami
- 5e Europees Kampioenschap
- Soeverein Cup Lommel
- 5e Grand Prix Dusseldorf

2012
- Grand Slam Tokyo
- Grand Prix Qingdao
- Belgisch kampioenschap
- Grand Prix Abu Dhabi
- World Cup Rome
- Europa Cup Celje
- World Cup Boekarest
- Europa Cup Londen
- 7e World Cup Oberwart

2010
- 5e Grand Prix Qingdao
- Europees Kampioenschap -23jaar
- Europa Cup Boras
- Grand Slam Moskou
- 5e Grand Slam Rio de Janeiro
- Europa Cup Londen
- Grand Prix Tunis
- Europa Cup Sarajevo
- World Cup Warschau
- Belgian Ladies Open Arlon

2009
- Europees Kampioenschap U23
- Belgisch kampioenschap
- 7e Word Cup Birmingham
- 5e Grand Slam Rio de Janeiro
- 7e World Cup Madrid
- British Open London
- Swiss Open Baar
- Sarajevo Open

2008
- 7e Kano Cup Tokyo
- 5e Europees Kampioenschap U23
- Belgisch kampioenschap
- 7e Super World Cup Dutch Open Rotterdam
- Tre Torri Tournament Corridonia
- Britisch Open London
- Swiss Open Luzern
- International tournament "Agglorex Trofee" Lommel
- International Antwerp Open

2007
- Belgisch kampioenschap
- International U20 tournament "Flanders Judo Cup" Lommel
- International A U20 Tournament Cetniewo
- International tournament "Agglorex Trofee" Lommel
- International Thuringia Cup U20 Erfurt
- Belgisch kampioenschap U20
- Belgian Ladies Open U20

2006
- Belgisch kampioenschap
- International Junior tournament "Flanders Judo Cup" Lommel
- International A Junior Tournament Bergen
- International Tournament "Agglorex Trofee" Lommel
- Belgisch kampioenschap -20jaar

2005
- Belgisch kampioenschap
- International Tournament Wilrijk
- International Tournament "Agglorex Trofee" Lommel
- Belgisch kampioenschap -20 jaar

2004
- International Cadet Tournament Venray (-44kg)
- International Cadet Tournament "The Olympic Hopes" Jicin (-44kg)
- International Cadet Tournament Rohrbach (-44kg)
- International Cadet Tournament "Beker der Kempen" Herentals  (-44kg)
- Belgisch kampioenschap -17jaar (-44kg)

2003
- International Cadet Tournament "Agglorex Trofee" Lommel (-44kg)
- Belgisch kampioenschap -17jaar (-44kg)